# François Gremaud
 (mai 2019).
François Gremaud, né le 11 janvier 1975 à Berne, est un comédien suisse et metteur en scène de théâtre.

## Biographie
Après avoir entamé des études à l‘École cantonale d’Arts de Lausanne (ECAL), François Gremaud suit à Bruxelles une formation de metteur en scène à l’Institut National Supérieur des Arts du Spectacle (INSAS).

### 2b company
Il co-fonde avec Michaël Monney l’association 2b company en 2005, structure avec laquelle il présente sa première création, My Way, qui rencontre un important succès critique et public. 
Son spectacle Simone, two, three, four en 2009 marque sa première collaboration avec le plasticien Denis Savary, ainsi qu’avec les comédiens Pierre Mifsud, Catherine Büchi et Léa Pohlhammer. 
En 2009, à partir d’un concept spatio-temporel unique qu’il a imaginé, il présente KKQQ dans le cadre du Festival Les Urbaines à Lausanne, qui marque le début de sa collaboration avec Tiphanie Bovay-Klameth et Michèle Gurtner. Produits par la 2b company, ils co-fondent le collectif GREMAUD/GURTNER/BOVAY et sous ce nom co-signent entre 2009 et 2019 Récital, Présentation, Western dramedies, Vernissage, Fonds Ingvar Håkansson, Les Potiers, Les Sœurs Paulin, Pièce et – en collaboration avec Laetitia Dosch – Chorale. 
Dans le même temps, toujours au sein de la 2b company, François Gremaud poursuit ses activités de metteur en scène et présente Re en 2011, sa seconde collaboration avec Denis Savary. 
Il crée une première version de Conférence de choses en 2013, spectacle interprété et co-écrit par Pierre Mifsud. Le cycle complet de neuf Conférences de choses, d'une durée de 53 minutes 33 secondes chacune, est créé en 2015 à Lausanne et Paris. Sa version intégrale dure huit heures et rencontre un très important succès critique et public, en Suisse comme en France.
Il écrit et met en scène Phèdre ! d'après Phèdre de Jean Racine en 2017. Interprété par le comédien Romain Daroles, le spectacle est joué dans le cadre du Festival d'Avignon 2019. Selon le même procédé il présente Giselle... d'après le ballet Giselle de Théophile Gauthier et Henri de Saint-Georges en 2021 avec l'interprétation de Samantha van Wissen. En 2023, Il complète la trilogie consacrée à des grandes figures féminines classiques avec Carmen joué par Rosemary Standley d'après l'opéra Carmen de Georges Bizet.
Au fil des années, la 2b company a construit un répertoire de créations originales constitué de spectacles et de petites formes, théâtrales ou autres (films, publications, chansons, etc.). Considérée par la critique comme l’une des compagnies théâtrales les plus innovantes de Suisse romande, elle tourne avec succès en Suisse et à l’étranger.

### Hors 2b company
Parallèlement à ses activités au sein de la 2b company, François Gremaud se met au service de divers projets. 
En 2009, il met en scène Ma Solange, comment t’écrire mon désastre, Alex Roux de Noëlle Renaude, plus de 18 heures de spectacle présentées en 18 épisodes, spectacle intégralement repris à Théâtre Ouvert à Paris en 2017. 
En 2014, au Festival d’Automne de Paris, il joue sous la direction de la compagnie française GRAND MAGASIN dans Inventer de nouvelles erreurs.
Depuis 2014, au sein du collectif SCHICK/GREMAUD/PAVILLON, il présente X MINUTES, un projet évolutif inédit: le spectacle, d’une durée initiale de 0 minute, s’augmente de 5 nouvelles minutes — jouées dans la langue du pays d’accueil — à chaque fois qu’il est présenté dans un nouveau lieu. Le projet a déjà été présenté à Bruxelles, Rovinj, Bordeaux, Lausanne, Helsinki, Berne, Saint-Médard-en-Jalles, Marly, Paris, Genève, Avignon et Zürich. 
Entre deux projets théâtraux, François Gremaud compose des chansons minimalistes (Un dimanche de novembre, album écrit, enregistré et diffusé en un jour) ou festives (Gremo & Mirou, une chanson de Noël chaque année depuis 2008), publie des livres (This Book Is Great livre anniversaire des 30 ans du Belluard Bollwerk International en collaboration avec Martin Schick, Christophe publié par le Far° festival des arts vivants Nyon) et intervient régulièrement à La Manufacture Haute École des Arts de la Scène à Lausanne, dans les filières Bachelor (comédiens), Master (metteurs en scène), Formation continue et Recherche & Développement.
En mai 2023, il réalise une nouvelle adaptation de Carmen au théâtre de Vidy à Lausanne. 

## Prix
François Gremaud est lauréat des Prix suisses de théâtre 2019.
En 2022, il est lauréat du Grand prix de la Fondation Vaudoise pour la Culture.